# Pomacentrus nagasakiensis
 Pomacentrus nagasakiensis és una espècie de peix de la família dels pomacèntrids i de l'ordre dels perciformes.
Els adults poden assolir els 10 cm de longitud total. Es troba des de les Maldives i Sri Lanka fins a Vanuatu, sud del Japó, nord-oest d'Austràlia i Nova Caledònia.